# Giovanni Gualdoni
Giovanni Gualdoni (Busto Arsizio, 8 ottobre 1974) è uno scrittore, fumettista e sceneggiatore italiano.
Gualdoni è noto in particolare per la creazione di Wondercity, una serie a fumetti prodotta per la Francia e pubblicata in numerose altre nazioni, tra cui l'Italia a cura dell'editore Free Books. Nel corso della sua carriera ha prodotto molte altre serie a fumetti, sia per l'Italia, sia per l'estero, lavorando anche su personaggi ideati da altri. Gualdoni è anche ideatore di regolamenti per giochi di ruolo da tavolo e giochi di ruolo dal vivo, e ha pubblicato un libro di narrativa per ragazzi intitolato Rumbler, il segreto del Qwid. Nel 2023 esordisce come sceneggiatore cinematografico con il lungometraggio Elf Me, trasmesso su piattaforma da Amazon Prime in 240 paesi e 15 lingue.  

## Biografia
Gualdoni frequenta il Liceo Artistico di Busto Arsizio e la Scuola d'Arte del Castello Sforzesco di Milano. Nel 2000 è chiamato da Gabriele Clima, direttore artistico di Mediacomics, a prendere parte alla creazione di Armadel, il primo iperfumetto al mondo, ovvero un webcomics con collegamenti multimediali per testo e immagini. Oltre al gioco online legato a questo personaggio, Gualdoni scrive, in team con altri sceneggiatori, i primi 2 episodi intitolati Il respiro delle Stelle e Il re dei topi
Nel 2001 dà vita al Settemondi Studio, gruppo di fumettisti e non solo, finalizzato alla creazione e alla promozione di progetti originali di serie a fumetti.
Agli inizi del 2002 produce per la Francia per conto di Soleil Production la serie Akameshi, un fantasy che si svolge nel Giappone dell'era Edo, la cui realizzazione grafica è affidata a Stefano Turconi. Parallelamente, assieme a Matteo Piana e Davide Turotti, inizia il lavoro sulla saga L'Anello dei 7 Mondi (di cui sono usciti finora tre dei quattro volumi previsti), pubblicato da Les Humanoïdes Associés, e poco dopo Starlight, una serie di fantascienza comica ambientata in un futuro che si rifà nel designer allo stile pop anni settanta (con i disegni di Alberto Ponticelli e i colori di Davide Turotti). Tutte queste serie sono state ripubblicate anche in Italia dalle Edizioni BD.
Dopo Starlight, Gualdoni produce Fantaghenna e Teknogeo, due altre serie per l'editrice francese Paquet, co-sceneggiate con Giustina Porcelli e disegnate rispettivamente da Stefano Turconi e Gianfranco Enrietto. Queste serie sono state pubblicate a puntate anche in Italia sul magazine Brand New! edito da Free Books. Nel 2010 Fantaghenna è stato poi ristampato in albo cartonato dalla stessa Free Books.
Il progetto più importante di Gualdoni è Wondercity, Il Collegio delle Meraviglie, una serie realizzata da uno staff che riunisce alcuni tra i migliori autori della Walt Disney Italia e i coloristi dello Studio Tenderini. Il lavoro è stato pubblicato a livello internazionale, Italia compresa, dalle edizioni Free Books in uscite bimestrali.
Sempre da un'idea di Giovanni Gualdoni nel 2006 viene realizzata la serie Dr. Voodoo, con matite e pennelli di Luigi Cavenago, sempre per le edizioni Free Books. Lo stesso anno Gualdoni firma la sceneggiatura dell'episodio 47 della serie John Doe, intitolato Cosa sarebbe successo se....
Dalla fine del 2006 Gualdoni lavora come redattore per Sergio Bonelli Editore, per il quale ha realizzato diversi episodi di Dylan Dog tra cui alcuni per la nuova collana Dylan Dog Color Fest.
Nel 2007 una collaborazione tra Gualdoni e lo sceneggiatore Marco Belli ha portato alla realizzazione della saga in due volumi L'Ultima notte, su disegni di Werner Maresta e colori di Donatella Melchionno.
Nel 2008 Gualdoni e Chiara Caccivio hanno pubblicato il loro primo libro di letteratura per ragazzi, Rumbler, Il segreto del Qwid, edito da De Agostini.
Nel gennaio 2010 sostituisce Mauro Marcheselli come curatore di Dylan Dog, ruolo che manterrà fino al maggio 2013.
Nell'agosto del 2016 esordisce come sceneggiatore cinematografico per la Symbols Pictures Entertainment con il cortometraggio di fantascienza Selezione Artificiale.
Dal settembre del 2016 è curatore di Martin Mystère, Le nuove avventure a colori, di cui è anche sceneggiatore.
Nel novembre del 2019 Gualdoni, Giorgio Albertini e Giuseppe Staffa hanno pubblicato il primo volume di una trilogia horror fantasy, Leonardo da Vinci, Il Rinascimento dei morti, edito da Newton Compton.
A luglio 2023, durante una conferenza stampa a cui erano presenti gli attori Lillo, Anna Foglietta e Caterina Guzzanti, Amazon Prime Video ha annunciato l'uscita del lungometraggio natalizio Elf Me, coprodotto da Lucky Red e Goon Films, che vede Gualdoni esordire come co-soggettista e co-sceneggiatore al fianco di Gabriele Mainetti, Leo Ortolani, Marcello Cavalli e Tommaso Renzoni per la regia degli YouNuts!. 
Il 24 novembre 2023, Elf Me, il primo lungometraggio scritto da Giovanni Gualdoni, esce sulla piattaforma di Amazon Prime in contemporanea mondiale in 240 paesi e in 15 lingue.

## Opere a fumetti

### Les Humanoïdes Associés

#### L'Anneau des 7 mondes
- Giovanni Gualdoni e Gabriele Clima (testi), Matteo Piana e Davide Turotti (disegni); Le Calme et la tempête, in L'Anneau des 7 mondes n. 1, Les Humanoïdes Associés, Marzo 2014.
- Giovanni Gualdoni e Gabriele Clima (testi), Matteo Piana e Davide Turotti (disegni); Alliance, in L'Anneau des 7 mondes n. 2, Les Humanoïdes Associés, Marzo 2014.
- Giovanni Gualdoni e Gabriele Clima (testi), Matteo Piana e Davide Turotti (disegni); Les Pirates d'Héliopolis, in L'Anneau des 7 mondes n. 3, Les Humanoïdes Associés, Marzo 2014.
- Giovanni Gualdoni e Gabriele Clima (testi), Matteo Piana e Davide Turotti (disegni); Destins croisés, in L'Anneau des 7 mondes n. 4, Les Humanoïdes Associés, Marzo 2014.

### Editions Soleil

#### Wondercity
- Giovanni Gualdoni (testi), Stefano Turconi (disegni); Le Talent de Roary, in Wondercity Tome 1, Edition Soleil, 2006.
- Giovanni Gualdoni (testi), Graziano Barbaro (disegni); Une Ombre sur le Collége, in Wondercity Tome 2, Edition Soleil, 2006.
- Giovanni Gualdoni (testi), Ettore Gula (disegni); Le Feu du Dragon, in Wondercity Tome 3, Edition Soleil, 2006.
- Giovanni Gualdoni (testi), Stefano Turconi (disegni); De la Terre à la Terre, in Wondercity Tome 4, Edition Soleil, 2007.

### Editions Paquet

#### Fantaghenna
- Giovanni Gualdoni & Giustina Porcelli (testi), Stefano Turconi (disegni); Neige au 15 août, in Fantaghenna Tome 1, Editions Paquet, gennaio 2015.

### Teknogeo
- Giovanni Gualdoni & Giustina Porcelli (testi), Giancarlo Enrietto (disegni); Le saut de l'ange, in Teknogeo Tome 1, Editions Paquet, febbraio 2015.

### Editions Delcourt

#### Starlight
- Giovanni Gualdoni (testi), Alberto Ponticelli (disegni); La voie du crime est pavée de plomb, in Starlight Tome 1, Editions Delcourt, aprile 2003.

### Editions Clair de Lune

#### La dernère nuit
- Giovanni Gualdoni & Marco Belli (testi), Werner Maresta (disegni); La tombe de Caïn, in La dernère nuit Tome 1, Editions Claire de Lune, agosto 2007.
- Giovanni Gualdoni & Marco Belli (testi), Werner Maresta (disegni); La pyramide rouge, in La dernère nuit Tome 2, Editions Claire de Lune, ottobre 2008.

### Free Books

#### Wondercity
- Giovanni Gualdoni (testi), Stefano Turconi (disegni); Il Talento di Roary, in Wondercity n. 1, Free Books, novembre 2005.
- Giovanni Gualdoni (testi), Graziano Barbaro (disegni); Un'ombra sul collegio, in Wondercity n. 2, Free Books, gennaio 2006.
- Giovanni Gualdoni (testi), Ettore Gula (disegni); Il fuoco del drago, in Wondercity n. 3, Free Books, marzo 2006.
- Giovanni Gualdoni (testi), Stefano Turconi (disegni); Terra alla terra, in Wondercity n. 4, Free Books, luglio 2006.
- Giovanni Gualdoni (testi), Vincenzo Cucca (disegni); Il Male e la Cura, in Wondercity n. 5, Free Books, ottobre 2006.
- Giovanni Gualdoni (testi), Graziano Barbaro (disegni); Giovani Pirati, in Wondercity n. 6, Free Books, marzo 2007.

#### Fantaghenna
- Giovanni Gualdoni & Giustina Porcelli (testi), Stefano Turconi (disegni); Fantaghenna parte 1, in Brand New n. 1, Free Books, novembre 2005.

- Giovanni Gualdoni & Giustina Porcelli (testi), Stefano Turconi (disegni); Fantaghenna parte 2, in Brand New n. 2, Free Books, gennaio 2006.

- Giovanni Gualdoni & Giustina Porcelli (testi), Stefano Turconi (disegni); Fantaghenna parte 3, in Brand New n. 3, Free Books, marzo 2006.

- Giovanni Gualdoni & Giustina Porcelli (testi), Stefano Turconi (disegni); Fantaghenna parte 4, in Brand New n. 4, Free Books, giugno 2006.
- Giovanni Gualdoni & Giustina Porcelli (testi), Stefano Turconi (disegni); Fantaghenna collection n. 0, Free Books, gennaio 2009.

#### Teknogeo
- Giovanni Gualdoni & Giustina Porcelli (testi), Gianfranco Enrietto (disegni); Teknogeo parte 1, in Brand New n. 1, Free Books, novembre 2005.
- Giovanni Gualdoni & Giustina Porcelli (testi), Gianfranco Enrietto (disegni); Teknogeo parte 2, in Brand New n. 2, Free Books, gennaio 2006.
- Giovanni Gualdoni & Giustina Porcelli (testi), Gianfranco Enrietto (disegni); Teknogeo parte 3, in Brand New n. 3, Free Books, marzo 2006.
- Giovanni Gualdoni & Giustina Porcelli (testi), Gianfranco Enrietto (disegni); Teknogeo parte 4, in Brand New n. 4, Free Books, giugno 2006.
- Giovanni Gualdoni & Giustina Porcelli (testi), Gianfranco Enrietto (disegni); Teknogeo collection n. 0, Free Books, gennaio 2009.

#### Dottor Voodoo
- Giovanni Gualdoni (testi), Gigi Cavenago (disegni); Dottor Voodoo Ep. 1, in Brand New n. 5, Free Books, luglio 2006.
- Giovanni Gualdoni (testi), Gigi Cavenago (disegni); Dottor Voodoo Ep. 2, in Brand New n. 6, Free Books, novembre 2006.
- Giovanni Gualdoni (testi), Gigi Cavenago (disegni); Dottor Voodoo collection n. 0, Free Books, gennaio 2009.

### Sergio Bonelli editore

#### Dylan Dog
- Giovanni Gualdoni (testi), Bruno Brindisi (disegni); Dylan in Wonderland, in Dylan Dog Color Fest n. 1, Sergio Bonelli Editore, agosto 2007.
- Giovanni Gualdoni (testi), Roberto De Angelis (disegni); L'Inferno in Terra, in Dylan Dog Color Fest n. 2, Sergio Bonelli Editore, agosto 2008.
- Giovanni Gualdoni (testi), Stefano Voltolini (disegni); Call Center, in Dylan Dog Gigante n. 17, Sergio Bonelli Editore, novembre 2008.
- Giovanni Gualdoni (testi), Montanari & Grassani (disegni); Le morti bianche, in Maxi Dylan Dog n. 12, Sergio Bonelli Editore, giugno 2009.
- Giovanni Gualdoni (testi), Franco Saudelli (disegni); Blatte, in Dylan Dog Gigante n. 18, Sergio Bonelli Editore, novembre 2009.
- Giovanni Gualdoni (testi), Luigi Piccatto (disegni); Trappola di vetro, in Almanacco della paura n. 20, Sergio Bonelli Editore, marzo 2010
- Giovanni Gualdoni (testi), Corrado Mastantuono e Stefano Intini (disegni); La lettera bianca, in Dylan Dog Color Fest n. 4, Sergio Bonelli Editore, aprile 2010.
- Giovanni Gualdoni (testi), Marco Nizzoli (disegni); L'uomo che non c'è, in Dylan Dog Color Fest n. 5, Sergio Bonelli Editore, agosto 2010.
- Giovanni Gualdoni (testi), Daniela Vetro (disegni); La confessione, in Dylan Dog Gigante n. 19, Sergio Bonelli Editore, novembre 2010.
- Giovanni Gualdoni (testi), Ugolino Cossu (disegni); La convocazione, in Almanacco della Paura n. 6, Sergio Bonelli Editore, marzo 2011.
- Giovanni Gualdoni (testi), Giovanni Freghieri (disegni); Nella testa del killer, in Dylan Dog n. 298, Sergio Bonelli Editore, giugno 2011.
- Giovanni Gualdoni (testi), Montanari & Grassani (disegni); L'avamposto perduto, in Maxi Dylan Dog n. 15, Sergio Bonelli Editore, giugno 2011.
- Giovanni Gualdoni (testi), Giovanni Freghieri (disegni); Nella testa del killer, in Dylan Dog n. 298, Sergio Bonelli Editore, luglio 2011.
- Giovanni Gualdoni (testi), Montanari & Grassani (disegni); L'avamposto perduto, in Maxi Dylan Dog n. 15, Sergio Bonelli Editore, giugno 2011.
- Giovanni Gualdoni (testi), Montanari & Grassani (disegni); Strage di mezzanotte, in Dylan Dog Color Fest n. 7, Sergio Bonelli Editore, agosto 2011.
- Giovanni Gualdoni (testi), Marco Bianchini (disegni); La sala della tortura, in Dylan Dog Gigante n. 20, Sergio Bonelli Editore, novembre 2011.
- Giovanni Gualdoni (testi), Piero Dall'Agnol (disegni); Voodoo, in Dylan Dog Gigante n. 20, Sergio Bonelli Editore, novembre 2011.
- Giovanni Gualdoni (testi), Nicola Mari (disegni); Il museo del crimine, in Dylan Dog n. 305, Sergio Bonelli Editore, febbraio 2012.
- Giovanni Gualdoni (testi), Alfonso Font (disegni); Un patto diabolico, in Dylan Dog Color Fest n. 8, Sergio Bonelli Editore, aprile 2012.
- Giovanni Gualdoni (testi), Franco Saudelli (disegni); L'autopsia, in Dylan Dog n. 309, Sergio Bonelli Editore, giugno 2012.
- Giovanni Gualdoni (testi), Montanari & Grassani (disegni); Vite gemelle, in Maxi Dylan Dog n. 17, Sergio Bonelli Editore, giugno 2012.
- Giovanni Gualdoni (testi), Leomacs (disegni); Anime senza pace, in Dylan Dog Color Fest n. 9, Sergio Bonelli Editore, agosto 2012.
- Giovanni Gualdoni (testi), Luca Dell'Uomo (disegni); Epidemia aliena, in Dylan Dog n. 312, Sergio Bonelli Editore, settembre 2012.
- Giovanni Gualdoni (testi), Giampiero Casertano (disegni); I segni della fine, in Dylan Dog n. 314, Sergio Bonelli Editore, novembre 2012.
- Giovanni Gualdoni (testi), Gabriele Ornigotti (disegni); Morte apparente, in Dylan Dog Gigante n. 21, Sergio Bonelli Editore, novembre 2012.
- Giovanni Gualdoni (testi), Claudio Stassi (disegni); Qualcuno sul fondo, in Dylan Dog Gigante n. 21, Sergio Bonelli Editore, novembre 2012.
- Giovanni Gualdoni (testi), Bruno Brindisi (disegni); Rifiuti della società, in La Lettura, inserto del Corriere della Sera, novembre 2012.
- Giovanni Gualdoni (testi), Daniele Bigliardo (disegni); Blacky, in Dylan Dog n. 316, Sergio Bonelli Editore, gennaio 2013.
- Giovanni Gualdoni (testi), Luca Raimondo (disegni); Doppia identità, in Dylan Dog Color Fest n. 10, Sergio Bonelli Editore, aprile 2013.
- Giovanni Gualdoni (testi), Montanari & Grassani (disegni); L’Eroe, in Maxi Dylan Dog n. 19, Sergio Bonelli Editore, giugno 2013.
- Giovanni Gualdoni (testi), Corrado Roi (disegni); Il pianto della Banshee, in Dylan Dog n. 322, Sergio Bonelli Editore, luglio 2013.
- Giovanni Gualdoni (testi), Sergio Gerasi (disegni); Incubo a Montiscuri, in Dylan Dog & Botolo, albo speciale Empa, TranTran Editore, luglio 2013.
- Giovanni Gualdoni (testi), Onofrio Catacchio (disegni); I morti non ballano, in Dylan Dog Color Fest n. 11, Sergio Bonelli Editore, agosto 2013.
- Giovanni Gualdoni (testi), Bruno Brindisi (disegni); La bomba!, in Speciale Dylan Dog n. 27, Sergio Bonelli Editore, settembre 2013.
- Giovanni Gualdoni (testi), Giovanni Freghieri (disegni); Il ponte del diavolo, sull'Albetto Speciale per la Fiera del Fumetto di Lugano, ottobre 2013
- Giovanni Gualdoni (testi), Fernando Caretta (disegni); In linea con l'Aldilà, in Dylan Dog Gigante n. 22, Sergio Bonelli Editore, novembre 2013.
- Giovanni Gualdoni (testi), Montanari & Grassani (disegni); Una brutta piega, in Maxi Dylan Dog n. 21, Sergio Bonelli Editore, giugno 2014.
- Giovanni Gualdoni (testi), Paolo Martinello (disegni); Il calvario, in Dylan Dog n. 335, Sergio Bonelli Editore, agosto 2014.
- Giovanni Gualdoni (testi), Alessandro Baggi (disegni); Sciopero generale, in Maxi Dylan Dog n. 23, Sergio Bonelli Editore, febbraio 2015.
- Giovanni Gualdoni (testi), Fabrizio De Tommaso (disegni); Il saldo, in Dylan Dog Magazine n. 1, Sergio Bonelli Editore, marzo 2015.
- Giovanni Gualdoni (testi), Montanari & Ernesto Grassani|Grassani (disegni); Craven Road 7, in Maxi Dylan Dog n. 24, Sergio Bonelli Editore, giugno 2015.
- Giovanni Gualdoni (testi), Giorgio Santucci (disegni); Il pasto vivo, in Dylan Dog Color Fest n. 15, Sergio Bonelli Editore, agosto 2015.
- Giovanni Gualdoni (testi), Alessia Martusciello (disegni); Cuore di mamma, in Maxi Dylan Dog n. 28, Sergio Bonelli Editore, ottobre 2016.
- Giovanni Gualdoni (testi), Valentina Romeo (disegni); Romeo e Giulietta devono morire!, in Maxi Dylan Dog n. 28, Sergio Bonelli Editore, ottobre 2016.
- Giovanni Gualdoni (testi), Fabrizio Russo (disegni); La camera blindata, in Maxi Dylan Dog n. 28, Sergio Bonelli Editore, ottobre 2016.
- Giovanni Gualdoni (testi), Alessia Martusciello (disegni); La rapina, in Maxi Dylan Dog n. 28, Sergio Bonelli Editore, ottobre 2016.
- Giovanni Gualdoni (testi), Luigi Piccatto, Renato Riccio e Matteo Santaniello (disegni); Il sorriso dell'assassino, in Maxi Dylan Dog n. 29, Sergio Bonelli Editore, febbraio 2017.

#### Nathan Never
- Giovanni Gualdoni (testi), Luciano Regazzoni (disegni); La prova, in Agenzia Alfa n. 29, Sergio Bonelli Editore, ottobre 2013.
- Giovanni Gualdoni (testi), Luciano Regazzoni (disegni); Memorie Artificiali, in Universo Alfa n. 14, Sergio Bonelli Editore, maggio 2014.
- Giovanni Gualdoni (testi), Paolo Di Clemente (disegni); Strage sul fondo, in Nathan Never n. 281, Sergio Bonelli Editore, ottobre 2014.
- Giovanni Gualdoni (testi), Luciano Regazzoni (disegni); Uomini e superuomini, in Agenzia Alfa n. 32, Sergio Bonelli Editore, ottobre 2014.
- Giovanni Gualdoni (testi), Massimo Dall'Oglio (disegni); Le due guerriere, in Agenzia Alfa n. 32, Sergio Bonelli Editore, ottobre 2024.
- Giovanni Gualdoni (testi), Francesca Palomba (disegni); La balena mutante, in Agenzia Alfa n. 34, Sergio Bonelli Editore, giugno 2015.
- Giovanni Gualdoni (testi), Mario Atzori (disegni); Variazione di rotta, in Agenzia Alfa n. 34, Sergio Bonelli Editore, giugno 2015.
- Giovanni Gualdoni (testi), Dante Bastianoni (disegni); Lone Star, in Nathan Never Magazine n. 1, Sergio Bonelli Editore, luglio 2015.
- Giovanni Gualdoni e Davide Rigamonti (testi), Ivan Zoni (disegni); Scacco matto, in Nathan Never n. 295, Sergio Bonelli Editore, dicembre 2015.
- Giovanni Gualdoni (testi), Lucia Arduni (disegni); Fuga su Marte, in Agenzia Alfa n. 37, Sergio Bonelli Editore, giugno 2016.
- Giovanni Gualdoni (testi), Anna Lazzarini (disegni); Il cuore della cometa, in Agenzia Alfa n. 37, giugno 2016.
- Giovanni Gualdoni (testi), Matteo Resinanti & Antonella Vicari (disegni); Real history, in Nathan Never n. 310, Sergio Bonelli Editore, marzo 2017.
- Giovanni Gualdoni (testi), Emanuele Boccanfuso (disegni); ESP Files, Paradiso perduto, in Universo Alfa n. 21, Sergio Bonelli Editore, novembre 2017.
- Giovanni Gualdoni (testi), Mario Rossi (disegni); Black Out, in Nathan Never n. 320, Sergio Bonelli Editore, gennaio 2018.
- Giovanni Gualdoni (testi), Ivan Fiorelli (disegni); ESP Files, I figli dell'Eden, in Universo Alfa n. 22, Sergio Bonelli Editore, maggio 2018.

#### Le storie
- Giovanni Gualdoni (testi), Giorgio Pontrelli (disegni); Il moschettiere di ferro, in Le storie n. 13, Sergio Bonelli Editore, ottobre 2013.
- Giovanni Gualdoni (testi), Sergio Gerasi (disegni); L'ultima trincea, in Le storie n. 21, Sergio Bonelli Editore, giugno 2014.
- Giovanni Gualdoni (testi), Marco Bianchini (disegni); L'isola dei morti, in Le storie n. 27, Sergio Bonelli Editore, dicembre 2014.

## Altre pubblicazioni
- Giovanni Gualdoni & Chiara Caccivio (testi), Riccardo Crosa (disegni); Il mistero del Qwid, in Rumbler, De Agostini, maggio 2008.
- Giovanni Gualdoni, Giorgio Albertini & Giuseppe Staffa (testi); Leonardo da Vinci, Il rinascimento dei morti, Newton Compton Editori, febbraio 2019.

## Riconoscimenti
- 2005 - Premio Carlo Boscarato - Miglior sceneggiatore per L'Anello dei 7 Mondi
- 2006 - Premio Fumo di China - Miglior episodio serie fumetto umoristico per Wondercity
- 2017 - Premio Atlantide-Agharti - Miglior sceneggiatore per Martin Mystère, le Nuove Avventure a Colori